# 黒岩宇洋
黒岩 宇洋（くろいわ たかひろ、1966年〈昭和41年〉10月13日 - ）は、日本の政治家。立憲民主党所属の衆議院議員（4期）。法務大臣政務官（菅直人第1次改造内閣・菅直人第2次改造内閣）、参議院議員（1期）を務めた。母は元参議院議員の黒岩秩子。

## 経歴
新潟県南魚沼郡大和町（現、南魚沼市浦佐）生まれ。4男3女の長男であり、双子の姉がいる。母方は旧男爵の北大路家。父親は東京大学医学部出身で、学生運動に参加していた医師。大和町立浦佐小学校、大和町立大和中学校（現：南魚沼市立大和中学校）を経て新潟県立六日町高等学校に進学し、東京大学文科一類に入学する。法学部に進むが、後に中退する。1994年には黒岩地域福祉研究所を設立し、代表を務める。2001年3月、1995年の第17回参議院議員通常選挙に新党さきがけ公認で比例区から出馬して落選した母・秩子が、堂本暁子の千葉県知事選挙出馬に伴う辞職により繰り上げ当選し、同年7月の任期切れまで約4ヶ月間、秩子の公設秘書を務める。

### 参議院議員
2002年4月28日、真島一男の死去に伴う参議院新潟県選挙区補欠選挙に無所属で出馬し、自由民主党新人の塚田一郎を破り初当選した。なお、無所属の候補を民主党、自由党、社会民主党、連合、市民団体の五本柱が擁立する所謂「新潟方式」で当選した。選挙戦中は「3年間無所属」の公約を掲げていたため、民主党への入党は2005年12月に行った。

### 落選、そして国政復帰へ
2007年の第21回参議院議員通常選挙では連合から推薦を得たものの、2002年の補選では黒岩を支持した社民党が独自候補を擁立したため、選挙協力が成立せず、民主党は新潟県選挙区（定数2）で黒岩、森裕子の両名を公認し2議席の独占を目論んだが、森が得票数2位で当選し、黒岩は次点で落選した。落選後、次期衆議院議員総選挙に新潟3区から出馬する意向を表明。

### 衆院当選、落選、国政復帰
2009年の第45回衆議院議員総選挙に民主党公認で新潟3区から出馬し、自民党前職の稲葉大和を破り、当選した。2010年3月、「日本のグランド・デザイン」研究会（玄葉グループ）の結成に参加した。同年9月、菅直人第1次改造内閣で法務大臣政務官に任命され、菅直人第2次改造内閣まで務める。
2012年の第46回衆議院議員総選挙では、新潟3区で自民党新人の斎藤洋明に敗れた。惜敗率は82.50％。菊田真紀子（新潟4区）の82.54％に僅か34票差で及ばず、重複立候補していた比例北陸信越ブロックでは次点で落選した。
2014年の第47回衆議院議員総選挙では、新潟3区で前回敗れた自民党前職の斎藤を破り、国政に復帰した。2015年の民主党代表選挙では、元代表の岡田克也の推薦人に名を連ね、岡田が党代表に選出された。
2015年1月22日、党の役員に就任、執行部入りで国民運動委員会委員長、兼青年委員会委員長を担当する。同年3月5日、党の「政治改革・国会改革推進本部」の本部長に枝野幸男幹事長、顧問に長妻昭代表代行と共に事務局長に就任する。同年4月10日、党の「政治資金規正法改正案」を政治改革推進本部の事務局長（筆頭提出者）として衆議院事務総長に提出。同年5月19日、衆院本会議において「刑事訴訟法等一部改正案」について代表質問を行った。
2016年9月26日、民進党の蓮舫「次の内閣」で「ネクスト国土交通大臣」「ネクスト内閣府特命大臣（沖縄及び北方対策）」に就任。
2016年10月、新潟県知事選挙で民進党県連代表の黒岩は民進党から独自候補を擁立することを断念。民進党の支援団体が推薦する森民夫ではなく、民進党を離党した米山隆一を支援したことにより、党の内外から批判が続出し、代表を辞任した。
2017年9月末、希望の党に公認申請する考えを表明したが、10月2日に申請しない事を決め、同月実施される第48回衆議院議員総選挙には無所属で出馬する意向を表明した。連合新潟や日本共産党の支援を取り付け、前回破った斎藤に対して50票差という国政選挙史上最小票差（接戦選挙の項も参照）で3選。その後、同26日に岡田克也が代表を務める無所属の会の結成メンバーとなった。12月26日、新潟日報の取材に対し、民進党を離党する意向を表明し、理由について「先の衆院選に無所属で出馬しながら、民進党籍を有したままでいることは有権者にとっても分かりづらい状況だった」と説明し、同日の民進党両院議員総会で立憲民主党と希望の党に統一会派結成を申し入れる方針が決定されたことに触れ「選挙直後から離党の考えはあったが、党の議論の区切りを待って決意した。党の方針決定に異議を唱えるものではない」と述べた。12月27日、民進党に離党届を提出し、衆議院会派「無所属の会」には引き続き所属する考えを示した。2018年1月16日、民進党は黒岩の離党届を受理した。
2018年1月19日、「米山知事と連携する新潟県民の自由と立憲主義の連帯」に参加し、鷲尾英一郎、菊田真紀子らと米山隆一を支える協力態勢を整えたが、2018年4月16日に米山は女性問題の醜聞が報じられて辞職。2018年新潟県知事選挙では、連合新潟などが推薦する池田千賀子を応援したが、池田の当選は実現できなかった。
2019年1月15日には無所属の会から立憲民主党会派に移籍した。同年9月19日には立憲民主党に入党し、国対委員長代理に就任。

### 落選、また国政復帰へ
2021年10月、第49回衆議院議員総選挙に新潟県第3区から立憲民主党の候補として出馬。前回接戦を演じた斎藤洋明と4度目の対決となったが、1万票差以上の大差をつけられ比例代表にも救われず敗れる。選挙後は新発田市の選挙事務所で支援者に対し、再び国政を目指すことをアピールした。
2022年12月28日に改正公職選挙法が施行されるのに伴い、2022年12月13日の立憲民主党の常任幹事会で、次期衆院選において新潟3区からの出馬が内定した。
2024年10月の第50回衆議院議員総選挙では斎藤を破り当選。

## 政策・主張
- 従軍慰安婦問題に関しては、参議院内閣委員会の｢戦時性的強制被害者問題解決促進法案｣の審議において、「品性を欠くのはこの法案ではなくて旧日本軍だと思っております。」と述べ、クマラスワミ報告書、マクドゥーガル報告書の勧告に従って、慰安婦を名乗る女性への謝罪と賠償をすることによって、日本の国際社会の評価は高まると述べ、この法案の成立を迫っている[24]。
- 選択的夫婦別姓制度の導入に賛成しており[25][26]、2002年7月16日の参議院内閣委員会における質疑で「民法は改正されると確信しています。結婚後の自分の姓すら自己決定できない国に自己責任があるわけなどない」と発言した[27]。
- 憲法9条の改正に反対[28]。
- 集団的自衛権の行使に反対[28]。
- アベノミクスを評価しない[28]。
- 原発は日本に必要ない[28]。
- 村山談話・河野談話を見直すべきでない[28]。
- 特定秘密保護法は日本に必要ない[28]。
- ヘイトスピーチを法律で規制することに賛成[28]。
- 受動喫煙防止を目的に飲食店等の建物内を原則禁煙とする健康増進法改正に賛成[29]。
- 農産物の価格が下落した際に農家を支援する農業者戸別所得補償制度の復活に賛成[30]。

## 人物
- キャッチコピーは「越後の暴れん坊」[2]。座右の銘は「全て潔（いさぎよ）し」[2]。
- 小学生時代は7人兄弟の長男として、家計を助けるために新聞配達をして家族を支えていた[2]。
- 2002年参院補欠選挙は自民党候補者に20万票差で初当選、2009年総選挙は全国8位の得票率（66.3％）で当選、2012年は34票差（歴代最少差）で比例復活ならず、2014年は野党唯一の小選挙区当選を果たし党の役員に抜擢、2017年は50票差（歴代最少差）で小選挙区3選を果たす。
- 2018年5月時点の国会で予算委員会、法務委、災害特別委、消費者特別委、本会議での質問数が23回となり、全衆議員の内、第6位の質問をした。

## 家族・親族
母方の家系は旧男爵の北大路家で、曾祖父は元貴族院議員の北大路實信、大伯父は元貴族院議員の北大路信明。
- 母：黒岩秩子（ちずこ）元参議院議員、元高校教員（数学科）、元保育士、東京大学理学部数学科卒業[31]
- 弟：黒岩揺光（ようこう）南魚沼市議会議員、コミュニケーションスペシャリスト、元毎日新聞記者、元国連職員、マイアミ大学卒業、ユトレヒト大学大学院修了[32]。韓国人の前妻・スージンは2016年9月、ヨルダンで長男出産後に死亡した[33][34][35]。

## 市民の党との関係
2011年5月11日、17日の衆議院法務委員会で、黒岩のキャッチコピー「越後の暴れん坊」をそのまま名称に使った政治団体「越後の暴れん坊」（黒岩管理外の2号団体）が市民の党へ3,922,860円を渡していたこと、黒岩管理外の2号団体である政治団体「越後の暴れん坊」の事務担当者や会計責任者が市民の党と兼務をしていたことが問題視された。市民の党は北朝鮮による日本人拉致問題の拉致犯で国際手配中の森順子容疑者及びよど号ハイジャック犯田宮高麿容疑者の子供の森大志などが所属していることや、黒岩が横浜市議会で議場の国旗を降ろそうとするなどして横浜市議会を除名処分になった「市民の党」所属の市議を応援をしていたことなどの関係について、黒岩は現職の大臣政務官としての姿勢を質されたが、黒岩管理外の2号団体である政治団体の事務担当及び会計責任者の兼務や献金について「私がそれをどうこうは言う立場にないとしか言いようがないと思います。」「その団体について私としてちょっとこれから検討するということを今改めて感じております。」などの回答を行った。

## 選挙歴
| 当落 | 選挙                     | 執行日         | 年齢 | 選挙区       | 政党       | 得票数     | 得票率 | 定数 | 得票順位 /候補者数 | 政党内比例順位 /政党当選者数 |
| ---- | ------------------------ | -------------- | ---- | ------------ | ---------- | ---------- | ------ | ---- | ------------------ | ---------------------------- |
| 当   | 第19回参議院議員補欠選挙 | 2002年4月28日  | 35   | 新潟県選挙区 | 無所属     | 54万1881票 | 53.29% | 1    | 1/3                | /                            |
| 落   | 第21回参議院議員通常選挙 | 2007年07月29日 | 40   | 新潟県選挙区 | 民主党     | 34万4424票 | 27.40% | 2    | 3/6                | /                            |
| 当   | 第45回衆議院議員総選挙   | 2009年08月30日 | 42   | 新潟県第3区  | 民主党     | 15万4985票 | 66.03% | 1    | 1/3                | /                            |
| 落   | 第46回衆議院議員総選挙   | 2012年12月16日 | 46   | 新潟県第3区  | 民主党     | 7万6135票  | 41.39% | 1    | 2/4                | /                            |
| 当   | 第47回衆議院議員総選挙   | 2014年12月14日 | 48   | 新潟県第3区  | 民主党     | 8万2619票  | 49.13% | 1    | 1/3                | /                            |
| 当   | 第48回衆議院議員総選挙   | 2017年10月22日 | 51   | 新潟県第3区  | 無所属     | 9万5644票  | 49.15% | 1    | 1/3                | /                            |
| 落   | 第49回衆議院議員総選挙   | 2021年10月31日 | 55   | 新潟県第3区  | 立憲民主党 | 8万8744票  | 46.39% | 1    | 2/2                | /                            |
| 当   | 第50回衆議院議員総選挙   | 2024年10月27日 | 58   | 新潟県第3区  | 立憲民主党 | 10万5275票 | 49.28% | 1    | 1/3                | /                            |